# The Teen Idles
A The Teen Idles (a név szójáték a "teen idols" kifejezéssel) egy rövid életű (viszont nagy hatású) amerikai hardcore punk zenekar volt. Négy tag alkotta: Nathan Strejcek, Geordie Grindle, Ian McKaye és Jeff Nelson.

## Története
1979-ben alakultak meg Washingtonban. McKaye-t és Jeff Nelsont akkor kezdte el érdekelni a punk műfaja, amikor láttak egy Bad Brains koncertet. Elhatározták, hogy megalapítják saját zenekarukat, The Slinkees néven. Az "alapító atyák" be szerették volna vonni Henry Garfieldot (ismertebb nevén Henry Rollins, aki ekkor a saját punkzenekarában, a State of Alert-ben, később a Black Flag-ben és a Rollins Band-ben játszott) az együttesbe, de nem jártak sikerrel. Így Nathan Strejcek lett a zenekar énekese. Nem sokkal később, az együttes átnevezte magát Teen Idles-re.
Eleinte házibulikban és pizzériákban léptek fel, nem is figyeltek fel rájuk az emberek. 1980-ban kiadták legendás középlemezüket, a "Minor Disturbance"-et. Erre a lemezre már a punkok is felfigyeltek, és mára már alapműnek számít a műfajban. Ennek ellenére 1980-ban kénytelenek voltak feloszlani. Nelson és MacKaye később megalapította a legendás és klasszikus Minor Threat hardcore punk zenekart. Számtalan együttes jelöli meg hatásukként a Teen Idles-t, például Bad Brains, Black Flag és The Germs.

## Diszkográfia
- Minor Disturbance (középlemez, 1980)
- Anniversary (posztumusz kiadás, középlemez, 1996)